# Swiss School of Business Research
Swiss School of Business Research også kendt som SSBR er en privat handelsskole. Skolen har kontorer i Zürich (Schweiz) og et campus i Barcelona (Spanien).

## Historie
Swiss School of Business Research GMBH blev stiftet i juni 2020 i Zürich og blev akkrediteret af EduQua i september 2020. EduQua er et akkrediteringsorgan, der er anerkendt og støttet af den schweiziske konfødererede regering. SSBR har fået godkendelse til at udstede bachelor-, master- og doktorgrader. SSBR blev også et godkendt center for OTHM-kvalifikationer i september 2020. I november blev SSBR en godkendt Google for Education- institution (nu Google Workspace for Education Fundamentals).
Selvom Swiss School of Business Research er en online-institution, har de adgang til et campus i Barcelona, Spanien til præsentationstimer.
Siden 2021 har Swiss School of Business Research arrangeret partnerskabsaftaler med mere end et dusin universiteter og handelshøjskoler verden over, der tilbyder SSBR-kurser på lokalt niveau.

## Akademiske programmer
Swiss School of Business Research tilbyder erhvervsuddannelser på bachelor-, master- og ph.d.-niveau undervist på engelsk.
Uddannelserne omfatter bachelorgrad i International Management med forskellige specialiseringer såsom International Management, Digital Marketing, Entrepreneurship and Sports Management, også Doctor of Business Administration (DBA) og Doctor of Philosophy in Management (PhD). I juni 2021 introducerede SSBR et nyt program: Ph.D by Portfolio eller Doctor of Philosophy ved udgivelse. Denne grad kan afsluttes inden for et år. Prisen giver kandidater mulighed for at opnå akademisk anerkendelse for allerede eksisterende forskning, omfattende forskningskompetencer og fagviden, der opfylder et ph.d.-niveau. Programmet gennemføres online.

## Akkrediteringsstatus
Swiss School of Business Research er professionelt akkrediteret af det vigtigste schweiziske uddannelsesorgan EduQua. EduQua certificering er et schweizisk kvalitetsmærke for voksen- og videregående uddannelsesinstitutioner og et akkrediteringsorgan anerkendt og støttet af den schweiziske konfødererede regering.
SSBR er også et godkendt center for OTHM-kvalifikation 